# 順宗 (高麗王)
順宗（じゅんそう、1047年12月28日 - 1083年12月5日）は第12代高麗王（在位：1083年）。姓は王、諱は勲、初名は烋、諡号は英明靖憲宣恵大王。
文宗の長男、母は仁睿太后李氏（李子淵の長女）、妃は
1. 貞懿王后（平壌公王基（顕宗の四男）の娘）
2. 宣禧王后（金良倹の娘）
3. 長慶宮主（李顥（李子淵の息子）の娘）

である。系図参照。

## 略年表
- 1047年 文宗の長男として仁睿太后李氏より生まれる。
- 1054年（文宗8年） 太子に冊封される。
- 1083年 即位するも、3ヶ月で死亡。